# Gamera

Plakat filmu Gamera z 1965 roku.

Gamera (jap. ガメラ) – fikcyjny gigantyczny latający żółw z serii japońskich filmów science-fiction wyprodukowanych przez wytwórnię Daiei. Został wykreowany w 1965 r. jako odpowiedź wytwórni Daiei na cieszące się w tym czasie ogromną popularnością filmy wytwórni Toho z serii o Godzilli. Gamera pojawił się łącznie w 12 filmach i jest jednym z najsłynniejszych japońskich filmowych potworów.

## Historia

### Seria Shōwa
Po raz pierwszy Gamera pojawił się w filmie Daikaijū Gamera z 1965 r. W tym filmie (będącym ostatnim czarno-białym japońskim filmem o potworach) jest on prehistorycznym żółwiem, który w wyniku walki między amerykańskimi i radzieckimi myśliwcami w Arktyce zostaje przez przypadek obudzony ze snu przez wybuch jądrowy. Gamera jest tu jeszcze niebezpiecznym dla ludzi, niszczycielskim potworem, który po przebudzeniu rusza, by zniszczyć Japonię. Jednak w jednej ze scen filmu Gamera ratuje małego chłopca Toshio Sakurai przed śmiercią; w filmie nie zostaje wyjaśnione, dlaczego to zrobił. Ostatecznie udaje się uwolnić Japonię od zagrożenia, wystrzeliwując Gamerę na Marsa przy użyciu potężnej rakiety.
Gamera powrócił jednak już rok później w filmie Daikaijū kessen: Gamera tai Barugon, a potem do 1971 r. wystąpił jeszcze w 5 kolejnych filmach. Były one jednak utrzymane w innym tonie niż oryginalny film, adresowane raczej do dzieci. Gamera w tych filmach nie był niszczycielskim potworem, lecz przeciwnie – obrońcą Japonii, chroniącym ją przed atakami innych potworów; gigantyczny żółw zyskał nawet przydomek „przyjaciela wszystkich dzieci”. Filmy te spotykały się z różnymi reakcjami; zyskały sobie wielu fanów, ale bywały też przedmiotem kpin (np. aż 5 z 8 filmów o Gamerze z serii Shōwa zostało wykorzystanych w serialu komediowym Mystery Science Theater 3000, wykpiwającym filmy fantastyczno – naukowe klasy B; dla porównania – w tym samym serialu zostały wykpione tylko 2 z 15 filmów z Godzillą z serii Shōwa).
W 1971 r. karierę Gamery na kilka lat przerwało bankructwo wytwórni Daiei. W 1974 r. wykupiła ją Tokuma Shoten Publishing Co., Ltd. Nowy zarząd, próbując poprawić sytuację finansową firmy, zdecydował o wyprodukowaniu jeszcze jednego filmu o Gamerze. W 1980 r. na ekrany kin wszedł Uchu Kaijū Gamera, ostatni film o olbrzymim żółwiu w serii Shōwa. Gamera tym razem musiał bronić Ziemi przed całą hordą potworów znanych z poprzednich filmów z serii, wysłanych do ataku przez kosmitów. W istocie wszystkie sceny walk potworów w tym filmie to wykorzystane raz jeszcze fragmenty poprzednich filmów; takie rozwiązanie wymusiły ogromne trudności finansowe wytwórni Daiei. Po pokonaniu wszystkich potworów, w finale filmu Gamera oddaje życie niszcząc statek kosmitów. To jak dotąd jedyny film z serii o Gamerze, który trafił na ekrany polskich kin (w latach 80., pod tytułem Superpotwór). Nie okazał się sukcesem kasowym, w rezultacie czego kariera Gamery została przerwana na kolejnych 15 lat.

### Seria Heisei
Dopiero w 1994 r., gdy dobiegała końca seria Heisei filmów o Godzilli (1984–1995), wytwórnia Daiei postanowiła wskrzesić swojego najsłynniejszego wielkiego potwora. Wytwórnia zdecydowała się też powierzyć pieczę nad nową serią reżyserowi Shusuke Kaneko; w rezultacie w latach 1995–1999 na ekrany kin weszły 3 filmy zdecydowanie różniące się od adresowanych do dzieci filmów z serii Shōwa. Spotkały się one generalnie z bardzo przychylnym przyjęciem ze strony fanów, ze względu na dobrej jakości, poprawiane z filmu na film efekty specjalne (w filmie Gamera 3: Iris Kakusei z 1999 r. niektóre sceny z Gamerą i jej przeciwnikiem – Iris – były już nawet wygenerowane komputerowo, a nie – jak w poprzednich filmach z serii – odegrane przez ludzi w kostiumach) i mroczny klimat. Szczególnie ostatni film trylogii, Gamera 3: Iris Kakusei, przedstawia Gamerę wręcz jako antybohatera; choć broni Japonii przed atakami innych potworów, walcząc z nimi gigantyczny żółw nie zwraca uwagi na to, że sam powoduje gigantyczne zniszczenia i śmierć setek ludzi. W tej serii (całkowicie ignorującej wydarzenia z filmów z serii Shōwa) Gamera jest potworem stworzonym tysiące lat temu przez zaginioną cywilizację Atlantydy dla ochrony przed latającymi potworami – Gyaosami.
Seria Heisei o Gamerze zainspirowała powstanie nieoficjalnego ciągu dalszego – nakręconego przez fanów trylogii filmu Gamera 4: The Truth. Film zyskał pewne wsparcie od wytwórni Daiei, z zastrzeżeniem, że twórcy nie mogą czerpać zysków z jego wyświetlania. Jako film nakręcony przez fanów, nie był on wyświetlany poza Japonią.

### Seria Millennium
W 2002 r. wytwórnię Daiei wykupiła Kadokawa Shoten Publishing Co., Ltd. Raz jeszcze zmiana zarządu pociągnęła za sobą decyzję o wskrzeszeniu najsłynniejszego potwora wytwórni. W 2006 r. wszedł na ekrany japońskich kin jak dotąd ostatni film z serii o Gamerze – Gamera: Chīsaki Yūsha Tachi. Raz jeszcze zignorowane zostają wydarzenia ze wszystkich poprzednich filmów. W latach 70. XX wieku Gamera stoczył walkę z hordą Gyaosów w obronie wioski na wybrzeżu Japonii. Olbrzymi żółw dla ratowania ludzi poświęcił własne życie, eksplodując i tym samym niszcząc zarówno swoich przeciwników, jak i siebie. 30 lat później chłopiec o imieniu Toru w miejscu, gdzie zginął Gamera, odnajduje jajo, z którego wykluwa się mały Gamera – Toto. Film skupia się następnie na losach Toto, od jego wyklucia się z jaja i przyjaźni z Toru, do finałowej walki w obronie Japonii z olbrzymim morskim jaszczurem Zedusem.

## Filmografia
Seria Shōwa
1. 1965 – Daikaijū Gamera (ang. Gamera lub Gamera, the Invincible)
2. 1966 – Daikaijū kessen: Gamera tai Barugon (ang. Gamera vs. Barugon)
3. 1967 – Daikaijū Kuchu Kessan: Gamera tai Gyaosu (ang. Gamera vs. Gyaos lub Gamera vs. Gaos)
4. 1968 – Gamera tai Uchu Kaijū Bairasu (ang. Gamera vs. Viras lub Destroy All Planets)
5. 1969 – Gamera tai Daiakujū Giron (ang. Gamera vs. Guiron lub Gamera vs. Guillon)
6. 1970 – Gamera tai Daimajū Jaigā (ang. Gamera vs. Jiger lub Gamera vs. Monster X)
7. 1971 – Gamera tai Shinkai Kaijū Jigura (ang. Gamera vs. Zigra)
8. 1980 – Uchu Kaijū Gamera (ang. Super Monster Gamera lub Gamera: Super Monster; pol. Superpotwór)

Seria Heisei
1. 1995 – Gamera: Daikaijū Kuchu Kessen (ang. Gamera: Guardian of the Universe)
2. 1996 – Gamera 2: Region Shūrai (ang. Gamera 2: Attack of Legion lub Gamera 2: Advent of Legion)
3. 1999 – Gamera 3: Iris Kakusei (ang. Gamera 3: Incomplete Struggle, Gamera 3: Awakening of Iris lub Gamera 3: Revenge of Iris)

Seria Millennium
1. 2006 – Gamera: Chīsaki Yūsha Tachi (ang. Gamera the Brave)

Planowane, ale nie nakręcone filmy
1. 1972 – Gamera vs. Garasharp – film, w którym Gamera miał stoczyć walkę z podobnym do kobry potworem Garasharpem. Nie został nakręcony z powodu bankructwa wytwórni Daiei w 1971 r.

Inne
1. 2003 – Gamera 4: The Truth (film nakręcony przez fanów)

## Dane podstawowe
- Wymiary:
  - 1965–1980 – wysokość – 60 m; masa – 80 ton
  - 1995–1999 – wysokość – 80 m; masa – 120 ton

- Cechy charakterystyczne: w odróżnieniu od wszystkich żółwi chodzi na dwóch, a nie na czterech nogach; ze szczęk zamiast typowego dla żółwi bezzębnego dzioba wyrastają ostre zęby, w tym dwa ogromne kły wyrastające z żuchwy; jego ciało chroni bardzo mocny pancerz, do którego może też schować głowę i kończyny; jego krew jest koloru zielonego.

- Moce:
  - We wszystkich filmach Gamera potrafi zionąć z paszczy ogniem – ciągłym płomieniem lub łatwo wybuchającą kulą ognia.
  - Potrafi też czerpać z ognia energię i do pewnego stopnia kontrolować ogień.
  - Schowawszy bądź dwie tylne, bądź wszystkie kończyny i głowę do skorupy, Gamera może wyrzucić przez otwory w skorupie strumienie energii, dzięki którym potrafi latać z prędkością 1 – 3,5 macha w sposób podobny do odrzutowca.
  - Pływa z dużą szybkością (150 węzłów w serii Shōwa, 180 w serii Heisei).
  - Potrafi przeżyć pod wodą i w próżni.
  - W serii Heisei miał na łokciach wysuwane kolce, którymi mógł ranić wrogów.
  - W filmie Gamera 2: Region Shūrai Gamera potrafił wchłonąć część naturalnej energii Ziemi („many”), a następnie – po rozstąpieniu się płytek jego pancerza na brzuchu – wystrzelić przez ten otwór w skorupie niszczycielski promień o ogromnej mocy. (Jednak użycie tej broni powoduje zakłócenia energii Ziemi, które w dłuższej perspektywie stwarzają znakomite warunki dla rozwoju Gyaosów.)
  - W serii Heisei Gamera nawiązał duchową więź z młodą dziewczyną o imieniu Asagi Kusanagi; dzięki tej więzi mógł czerpać od niej energię potrzebną do walki.

## Przeciwnicy
W 11 z 12 filmów z serii o Gamerze gigantyczny żółw broni Ziemi przed atakami innych potworów. Potwory, z którymi walczył to:
- Barugon (jap. バルゴン) – czworonożny gad z wielkim rogiem na nosie. Przypomina wielką jaszczurkę. Według legendy wspomnianej w filmie Daikaijū kessen: Gamera tai Barugon taki potwór przychodzi na świat raz na tysiąc lat. Moce: emituje z języka podobny do mgły, zamrażający promień; emituje niszczycielski promień podobny do tęczy.

- Gyaos (jap. ギャオス; w języku angielskim czasem nazywany Gaos) – jedyny przeciwnik Gamery, który pojawił się w filmach ze wszystkich trzech serii. To latający potwór przypominający nietoperza lub pterozaura, z charakterystyczną, spłaszczoną głową w kształcie grotu strzały.
W serii Shōwa Gyaos był prastarym potworem, przebudzonym ze snu przez aktywność wulkanu Fudżi. Wygłodniały, zaatakował Japonię, chcąc posilić się krwią jej mieszkańców; kilkakrotnie stoczył przy tym walkę z Gamerą i ostatecznie zginął, wepchnięty przez olbrzymiego żółwia do wulkanu.
W filmie Gamera tai Daiakujū Giron pojawiły się również podobne potwory – Space Gyaosy, potwory żyjące na planecie Terra. W istocie do stworzenia tych potworów twórcy filmu wykorzystali kostium „ziemskiego” Gyaosa, po prostu przemalowując go na kolor srebrny; jednak mimo uderzającego podobieństwa w filmie nie jest wyjaśnione, czy Space Gyaosy mają cokolwiek wspólnego ze swym ziemskim odpowiednikiem.
Gyaos powrócił w serii Heisei; tym razem Gyaosy były potworami stworzonymi przez pradawną cywilizację Atlantydy. Jednak rozmnażające się bezpłciowo latające potwory szybko wyrwały się spod kontroli swych twórców i zwróciły się przeciwko nim. Atlanci dla ochrony stworzyli żółwia Gamerę; udało mu się zniszczyć wszystkie Gyaosy, lecz nie zdążył ocalić cywilizacji Atlantydy przed zagładą. Co gorsza, Gamera nie zniszczył gniazd z jajami Gyaosów, w rezultacie czego niektóre przetrwały do czasów współczesnych. Z jaj zaczęły się wykluwać młode, które szybko zagroziły ludzkości. W filmie Gamera: Daikaijū Kuchu Kessen jeden z Gyaosów przekształcił się w swą większą i silniejszą formę – Super Gyaosa; natomiast w filmie Gamera 3: Iris Kakusei liczne wykluwające się Gyaosy dzięki sprzyjającym warunkom szybko przekształciły się w swoją najpotężniejszą formę – Hyper Gyaosy.
Gyaosy pojawiły się też w najnowszym filmie z serii, Gamera: Chīsaki Yūsha Tachi, gdzie pierwszy Gamera bronił przed atakiem chmary tych potworów wioskę na wybrzeżu Japonii.
Moce:
- We wszystkich filmach Gyaosy były znakomitymi lotnikami, zdolnymi latać z dużą szybkością i manewrować w locie.
- Także we wszystkich filmach Gyaosy potrafiły emitować z pyska skoncentrowaną wiązkę dźwięku, zdolną przeciąć nawet bardzo twarde przedmioty i poważnie zranić przeciwnika.
- Choć jako istoty nocne były wrażliwe na światło słoneczne (nie dotyczy to tylko Space Gyaosów), Gyaosy potrafiły na różne sposoby się przed nim zabezpieczyć. W serii Shōwa Gyaos potrafił emitować gaz, który chronił go przed słońcem, a także gasił ogień. W serii Heisei Super Gyaos dzięki przyspieszonej ewolucji wykształcił ochronę swej wrażliwej skóry i oczu przed promieniami słonecznymi.
- W serii Shōwa Gyaos potrafił regenerować utracone części ciała.

- Viras (jap. バイラス) – kosmiczny potwór, podobny nieco do kałamarnicy z dziobem jak u sowy. Pierwotnie był dowódcą na statku kosmitów, którzy przybyli na Ziemię w celu przejęcia kontroli nad Gamerą i wykorzystania go do podboju Ziemi. Gdy Gamera uwolnił się spod jego kontroli, Viras połączył się z 5 innymi członkami załogi statku, zmieniając się w ogromnego potwora zdolnego stawić czoła olbrzymiemu żółwiowi. Nie ma żadnych specjalnych mocy, walczy jedynie przy użyciu swych macek i dzioba.

- Guiron (jap. ギロン; w języku angielskim czasem nazywany Guillon) – czworonożny potwór z planety Terra, z głową w kształcie gigantycznego noża. Guiron był obrońcą dwóch ostatnich przedstawicieli cywilizacji z planety Terra, chroniącym ich przed atakami Space Gyaosów. Moce: używa swej głowy w kształcie noża do ataku, potrafi wystrzeliwać z boków głowy shurikeny, powierzchnia skóry na jego głowie odbija wystrzeliwane przez przeciwnika promienie.

- Jiger (jap. ジャイガ) – czworonożny gad z kilkoma kolcami wyrastającymi z głowy i grzebieniem na grzbiecie. Moce: wystrzeliwuje z pyska długie kolce; zasysając powietrze potrafi unieść się nad powierzchnię ziemi lub przyciągać do siebie różne obiekty; emituje niszczycielskie promienie; dzięki podobnemu do żądła pokładełku na końcu ogona może złożyć jajo w ciele przeciwnika.

- Zigra (jap. ジグラ) – kosmiczny potwór nieco podobny do rekina. Moce: znakomity pływak, potrafi też poruszać się po lądzie; emituje paraliżujące przeciwnika promienie; potrafi poranić przeciwnika swymi ostrymi płetwami.

- Legion (jap. レギオン) – rodzaj kosmicznych owadopodobnych potworów, będących przeciwnikami Gamery w filmie Gamera 2: Region Shūrai. Niewiele wiadomo o ich pochodzeniu; przybyły na Ziemię razem z meteorem, który spadł niedaleko Sapporo. Żyją w symbiozie z rodzajem gigantycznych roślin (Legion Flower). W filmie pojawiają się dwa typy tych potworów: olbrzymia królowa i znacznie mniejsi żołnierze.
  - Królowa – gigantyczny owadopodobny potwór (140 m wysokości, masa 600 ton), główny przeciwnik Gamery w filmie. W stosunku do żołnierzy odgrywa rolę podobną, jak królowa wobec robotnic w społeczności mrówek; „produkuje” i wydaje na świat 100 żołnierzy w ciągu godziny, potrafi się też z nimi komunikować przy pomocy sygnałów elektromagnetycznych.
Moce:
- ma ogromny róg na czubku głowy, którym może ciężko ranić przeciwnika; może też podzielić róg na dwie części, a po ich rozwarciu wystrzelić spomiędzy nich niszczycielski promień
- jeśli w toku walki straci ten róg, z rany może wystrzelić wiązką cienkich promieni, zdolnych smagać przeciwnika niczym bat (promieniami tymi mogła nawet przebić pancerz i ciało Gamery na wylot)
- potrafi stworzyć tarczę z energii magnetycznej, zdolną zatrzymać ogniste kule Gamery
- jej ciało chroni mocny egzoszkielet
- ma silne odnóża, zdolne zarówno kopać nawet w najtwardszej ziemi, jak i przebić pancerz Gamery
- potrafi latać z prędkością 1 macha
  - Żołnierze – wyglądają trochę jak miniaturka królowej (3 m wysokości, masa 300 kg), z tym, że mają mniej odnóży i tylko jedno oko. W pojedynkę są w stanie zabić człowieka, w dużych ilościach potrafią zagrozić nawet Gamerze.

- Iris (jap. イリス; w języku angielskim czasem nazywany Irys) – główny przeciwnik Gamery z filmu Gamera 3: Iris Kakusei. Iris to dziwaczny latający potwór, nieco przypominający ogólnym pokrojem ciała Gyaosy, ale zarazem różniący się od nich licznymi szczegółami, takimi jak: pokryta kolcami głowa i grzbiet, kończyny przednie przekształcone nie w skrzydła, ale w coś na kształt gigantycznych włóczni (zdolnych przebić pancerz i ciało Gamery na wylot), a także wyrastające z boków ciała, długie na prawie 2 kilometry macki zakończone podobnymi do grotu strzały ostrzami. Nie wiadomo, skąd pochodzi, choć pojawiały się sugestie, że może to być silnie zmutowany Gyaos. Iris, gdy był jeszcze mały, został przez przypadek odkryty przez młodą dziewczynę o imieniu Ayana Hirasaka. Jej rodzice zginęli kilka lat wcześniej w czasie walki Gamery z Super Gyaosem w Tokio; Ayana obarczyła winą za to Gamerę – i od tej pory czuła nienawiść do olbrzymiego żółwia. Zaopiekowała się znalezionym stworzeniem, licząc, że kiedyś stanie się ono na tyle potężne, by mogło stoczyć walkę z Gamerą i zabić go. Między Ayaną a Iris narodziła się duchowa więź podobna do tej, która łączyła Gamerę z Asagi Kusanagi; potwór przejął też od dziewczyny jej nienawiść do olbrzymiego żółwia. Iris szybko rósł, pożerając najpierw leśne zwierzęta, a potem także i ludzi, i szybko osiągnął maksymalne rozmiary (99 m wysokości, masa 199 ton). Wkrótce zaczął stwarzać zagrożenie dla całej Japonii – i starł się w finałowej walce z Gamerą.
Moce:
- używa podobnych do włóczni kończyn przednich i licznych macek do ranienia przeciwnika
- z końcówek macek może emitować skoncentrowane wiązki dźwięku, zdolne przecinać nawet bardzo twarde przedmioty (broń podobna do głównej broni Gyaosów)
- poprzez kończyny przednie i macki może też absorbować energię przeciwnika i zarazem przejmować jego moce; przejąwszy je, może z końcówek macek emitować promienie lub inne bronie używane przez przeciwnika
- na wysokości żołądka ma liczne krótsze macki, dzięki którym może wciągać ofiarę do swego wnętrza (tą drogą Iris próbował połączyć się na stałe z Ayaną)
- znakomity lotnik, lata z prędkością 9 machów

- Zedus (jap. ジーダス) – przeciwnik Toto z filmu Gamera: Chīsaki Yūsha Tachi. Zedus to olbrzymi morski jaszczur, poruszający się na dwóch tylnych kończynach, mający na szyi i grzbiecie liczne kolce, co czyni go do pewnego stopnia podobnym do Godzilli. Jego najbardziej charakterystyczną cechą jest jednak duży kołnierz wokół szyi, rozwijany przez potwora w czasie walki, nadający mu podobieństwo do dilofozaura z filmu  Park Jurajski lub do prawdziwej agamy kołnierzastej. Zedus nie ma żadnych specjalnych mocy, walczy głównie przy użyciu swych mięśni, zębów i pazurów. Jego najpotężniejszą bronią jest jednak długi, ostro zakończony język, który może wykorzystać do ataku w sposób podobny do włóczni. Zedus jest też bardzo szybki i zwinny, potrafi skakać na duże wysokości.

- Albino Gyaos – przeciwnik Gamery w filmie Gamera 4: The Truth. Metalowy potwór, zdolny emitować wiązkę lasera z pyska.

## Odniesienia w kulturze popularnej
- W odcinku Miasteczka South Park pt. Mecha-Streisand Sidney Poitier zmienia się w gigantycznego potwora będącego parodią Gamery[2].
- Gamera pojawia się trzykrotnie w Simpsonach. W odcinku pt. Lisa on Ice Lisa wyobraża negatywne konsekwencje oceny niedostatecznej z wychowania fizycznego jako siebie ściganą przez Gamerę, Rodana i Mothrę na Wyspie Potworów[3]. W odcinku pt. Thirty Minutes Over Tokyo Gamera w towarzystwie innych potworów bezskutecznie przeprowadza atak na samolot z rodziną Simpsonów na pokładzie[4]. W odcinku pt. Treehouse of Horror XXVI Homer wyglądający jak Godzilla walczy z Gamerą[5].
- Cragorah z odcinka Mrocznych przygód Billy’ego i Mandy pt. Giant Billy and Mandy All Out Attack jest parodią Gamery[6].
- Gamera pojawia się w skeczu Robot Chicken pt. Godzilla: The Musical[7].
- Gamera i jego przyjaźń z dziećmi zostały sparodiowane w 6. odcinku serialu Ultra Q pt. Sodateyo! Kame[8].
- W odcinku serialu anime Urusei Yatsura pt. Ā Mabuta no Haha (jap. ああまぶたの母) Gamera i Godzilla pojawiają się jako wytwór senny matki Ataru[9]. Z kolei w Urusei Yatsura 2: Beautiful Dreamer Gamera pojawia się podczas gorączkowych przygotowań w liceum w Tomobiki-cho do festiwalu oraz w gazecie wyrażając opinię, że liczy tak jak Godzilla na kolejną szansę, w nawiązaniu do tworzonego przez Tōhō rebootu serii o Godzilli[10].
- Gamera i inne potwory z serii wielokrotnie pojawiają się w mandze i anime Dr. Slump[11].
- W odcinku serialu animowanego Witaj, Franklin pt. Franklin in the Dark wyimaginowane przez Franklina straszydła nawiedzające jego skorupę wyglądają jak potwory z serii o Gamerze[12].
- Na początku odcinka Ligi Sprawiedliwych bez granic pt. Chaos At The Earth’s Core Supergirl, S.T.R.I.P.E., Stargirl i Zielona Latarnia walczą w Tokio z gigantycznym żółwiem inspirowanym Gamerą[13].
- Gyaos i Gamera w wersji z filmu Gameraː Guardian of the Universe i Legion z filmu Gamera 2: Attack of Legion pojawiły się w grze video City Shrouded in Shadow[14][15].
- Pojawiający się w komiksie Top 10(inne języki) gigantyczny saurianin Gograh, przebrzmiały gwiazdor filmowy z lat 50., będący głównie parodią Godzilli i Ogry z Potwora z otchłani, ma wyrastające z dolnej szczęki kły podobne do tych u Gamery[16].
- W filmie animowanym Frankenweenie ożywiony żółw Toshakiego – Shelley pod wpływem środków do pielęgnacji ogrodów zmienia się w potwora wyglądającego jak Gamera[17].
- Amerykański muzyk hip hopowy Daniel Sanchez będąc członkiem grupy hip hopowej Monsta Island Czars nosił pseudonim Gamma-Ra[18].